# Delta Force (série de jeux vidéo)
Delta Force (jeu vidéo, 1998)
Delta Force 2 (jeu vidéo, 1999)
Delta Force: Black Hawk Down (jeu vidéo, 2003)
Delta Force (jeu vidéo, 2024)